# Lê Thế Tiệm
Lê Thế Tiệm (sinh ngày 20 tháng 12 năm 1949) là một Thượng tướng Công an nhân dân Việt Nam và chính trị gia người Việt Nam. Ông từng là Thứ trưởng Bộ Công an Việt Nam. Trong Đảng Cộng sản Việt Nam, ông từng là ủy viên Ban Chấp hành Trung ương Đảng Cộng sản Việt Nam khóa VIII (1996-2001), khóa IX (2001-2006), khóa X (2006-2011).

## Xuất thân
Lê Thế Tiệm sinh ngày 20 tháng 12 năm 1949 tại thôn Cẩm Sa, xã Điện Nam, thị xã Điện Bàn tỉnh Quảng Nam. Gia đình ông là một gia đình giàu truyền thống cách mạng. Thân mẫu của ông là bà Cao Thị Thức, mất ngày 1 tháng 7 năm 2009 tại quê nhà (xã Điện Nam Bắc, huyện Điện Bàn), thượng thọ 93 tuổi.

## Sự nghiệp
Năm 14 tuổi, ông thoát ly gia đình tham gia kháng chiến chống Mỹ.
Ông tham gia lực lượng An ninh Quảng Đà, trong kháng chiến chống Mỹ.
Sau ngày Việt Nam thống nhất 30/4/1975, ông đảm nhiệm nhiều cương vị lãnh đạo của ngành công an như Phó Giám đốc rồi Giám đốc Công an tỉnh Quảng Nam - Đà Nẵng; Tổng cục trưởng Tổng cục Cảnh sát, Bộ Công an Việt Nam.
Năm 2001, 2002, ông là Thiếu tướng Công an nhân dân, Thứ trưởng Bộ Công an Việt Nam.
Năm 2003, 2004, ông mang quân hàm Trung tướng Công an nhân dân Việt Nam.
Sáng 10 tháng 1 năm 2005, tại Hà Nội, Lê Thế Tiệm, Thứ trưởng Bộ Công an được Thủ tướng Chính phủ Việt Nam Phan Văn Khải trao quyết định thăng hàm từ trung tướng lên thượng tướng cùng với 3 thứ trưởng khác là Nguyễn Khánh Toàn, Nguyễn Văn Hưởng và Nguyễn Văn Tính. Còn ông Lê Hồng Anh, Bộ trưởng Bộ Công an Việt Nam, được phong hàm Đại tướng Công an nhân dân Việt Nam.
Năm 2005, ông là ủy viên Ban Chấp hành Trung ương Đảng Cộng sản Việt Nam, ủy viên Thường vụ Đảng ủy Công an Trung ương, Thứ trưởng Bộ Công an Việt Nam.
Ba lần liên tiếp ông được bầu vào Ban chấp hành Trung ương Đảng Cộng sản Việt Nam các khóa khóa VIII (1996-2001), khóa IX (2001-2006), khóa X (2006-2011).
Ông nghỉ hưu vào cuối năm 2011.

## Phong tặng
- Trung tướng Công an nhân dân Việt Nam (2003)
- Thượng tướng Công an nhân dân Việt Nam (2005)

## Vinh danh
- Cuốn sách "Thượng tướng Lê Thế Tiệm - Dấu ấn thời gian" của nhà văn Võ Bá Cường viết về Thượng tướng Lê Thế Tiệm, do Nhà xuất bản Công an nhân dân phát hành năm 2017.[2]

## Gia đình
Ông đã kết hôn. Năm 2009, gia đình ông từng ủng hộ số tiền phúng điếu thân mẫu ông (qua đời 1/7/2009) cho Hội Bảo trợ người tàn tật, trẻ mồ côi và bệnh nhân nghèo tỉnh Quảng Nam 100 triệu đồng và 100 triệu đồng để xây dựng Bệnh viện Ung thư Đà Nẵng.